# Prix de littérature du Språklig samling
Le prix de littérature du rassemblement linguistique (en norvégien Språklig samlings litteraturpris) est décerné, en théorie chaque année, par l'établissement national de l'union linguistique en Norvège. Il est offert à l'auteur d'un recueil qui, avant tout, dévoile des qualités d'expressions littéraires assurées, mais aussi également un art littéraire, qui met en exergue une langue parlée vivante et moderne, digne et respectable, contribuant ainsi à enrichir la langue écrite commune norvégienne. 
Le prix modeste a été décerné pour la première fois en 1963. Après 1980, le fond de littérature Thomas Refsdal a permis d'accroître la récompense associée à ce prix littéraire, qui distingue souvent des écrivains de grande valeur. 
Halldis Moren Vesaas, l'épouse du grand écrivain Tarjei Vesaas, figurait parmi les membres pour la délibération du premier jury. Ensuite le jury du språklig samling a toujours rassemblé des membres de grande qualité, qu'ils soient auteurs éminents, chercheurs expérimentés, spécialistes en littérature ou professeurs de haut vol.

## Récipiendaire du prix
- 1963 – Mikkjel Fønhus
- 1964 – Åsta Holth
- 1965 – Aucun prix décerné
- 1966 – Kåre Holt
- 1967 – Aucun prix décerné
- 1968 – Aucun prix décerné
- 1969 – Elling M. Solheim
- 1970 – Aucun prix décerné
- 1971 – Aucun prix décerné
- 1972 – Hans Børli
- 1973 – Monrad Norderval
- 1974 – Rolf E. Stenersen
- 1975 – Aucun prix décerné
- 1976 – Stein Ove Berg
- 1977 – Gutorm Gjessing
- 1978 – Aucun prix décerné
- 1979 – Olav Dalgard et Kirsten Langbo
- 1980 – Vidar Sandbeck
- 1981 – Aucun prix décerné
- 1982 – Dag Solstad
- 1983 – Erling Pedersen
- 1984 – Tove Nilsen
- 1985 – Einar Økland
- 1986 – Karin Sveen
- 1987 – Ingvar Ambjørnsen
- 1988 – Mari Osmundsen
- 1989 – Arvid Hanssen
- 1990 – Kim Småge
- 1991 – Jon Michelet
- 1992 – Laila Stien
- 1993 – Per Petterson
- 1994 – Ketil Gjessing
- 1995 – Øystein Sunde
- 1996 – Tron Øgrim
- 1997 – Magnar Mikkelsen
- 1998 – Rune Christiansen
- 1999 – Erling Kittelsen
- 2000 – Harald Rosenløw Eeg
- 2001 – Jonny Halberg
- 2002 – Øyvind Berg
- 2003 – Jo Eggen
- 2004 – Olav Skevik
- 2005 – Sverre Knudsen
- 2006 – Kyrre Andreassen
- 2007 – Lise Knudsen
- 2008 – Heidi Marie Kriznik
- 2009 – Kjersti Ericsson
- 2010 – Håvard Syvertsen[2]
- 2011 – Ingvild H. Rishøi
- 2012 – Mona Høvring
- 2013 – Wenche-Britt Hagabakken
- 2014 – Hanne Bramness[3]
- 2015 – Aucun prix décerné
- 2016 – Camilla Otterlei
- 2017 – Jan Kristoffer Dale
- 2018 – Aucun prix décerné
- 2019 – Per Petterson
- 2020 – Johan Ingvald Borgos
- 2021 – Trine-Lise Rygh
- 2022 – Sunniva M. Roligheten
- 2023 – Aucun prix décerné
- 2024 – Harald Flodda